# Emil Fischer
Hermann Emil Fischer (9 tháng 10 năm 1852 - 15 tháng 7 năm 1919) là một nhà hóa học người Đức và là người đã được nhận Giải Nobel Hóa học danh giá năm 1902. Ông là nhà hóa học đầu tiên trong lịch sử của nước Đức được nhận giành giải thưởng danh giá này với nghiên cứu về sự tổng hợp đường và purine.
Fischer là nhà hóa học đã phát hiện phản ứng ete hóa Fischer và cũng là người đã phát triển công thức hình chiếu Fischer - một cách để vẽ tượng trưng các phân tử chức các nguyên tử cacbon bất đối. Đồng thời, ông là người đã đặt ra giả thuyết "ổ khóa - chìa khóa" trong hoạt động của các enzim. Fischer chưa bao giờ dùng tên cha mẹ đặt cho mình là Hermann, và vì thế, mọi người gọi ông là Emil Fischer (tên lót và họ)

## Cuộc đời lúc thiếu thời và sự nghiệp
Fischer sinh ra tại thị trấn Euskirchen gần Cologne, nước Đức. Ông là con của Julie Poensgen với một doanh nhân tên Laurenz Fischer. Sau khi tốt nghiệp trung học, Fischer muốn theo đuổi ngành khoa học tự nhiên, nhưng cha của ông lại nhất quyết muốn Fischer quay về quản lý doanh nghiệp của gia đình. Sau này, cha của Fischer mới từ bỏ việc làm đó khi nhận thấy con mình không phù hợp với nghiệp kinh doanh.
Năm 1871, Fischer đăng ký học tại Đại học Bonn, nhưng chỉ một năm sau, ông chuyển trường sang Đại học Strasburg. Năm 1874, ông nhận tấm bằng Tiến sỹ sau khi hoàn tất công trình nghiên cứu thuốc nhuộm phthalein dưới sự chỉ dẫn của giáo sư Adolf von Baeyer. Sau khi tốt nghiệp, Fischer nhận được nhà trường giữ lại làm giảng viên môn hóa học.
Sau 8 năm làm việc tại Đại học Strasburg, ông được nhận chức trưởng khoa hóa học lần lượt tại Đại học Erlangen vào năm 1882 và Đại học Würzburg vào năm 1885. Năm 1892, sau khi nhà hóa học August Wilhelm von Hofmann qua đời, Fischer chuyển công tác sang Đại học Berlin để kế nhiệm vị trí của người giáo sư quá cố.
Fischer kết hôn với Agnes Gerlach vào năm 1888. Vợ ông qua đời 7 năm sau đó và để lại ông góa bụa với 3 người con trai. 2 người con út của ông hi sinh khi thực hiện nghĩa vụ quân sự trong Chiến tranh thế giới thứ nhất. Người con trai cả, Hermann, trở thành một nhà hóa học hữu cơ. Fischer qua đời ở Berlin vào ngày 15 tháng 7 năm 1919.

## Các nghiên cứu
Năm 1875, một năm sau khi tốt nghiệp với tấm bằng Tiến sĩ, Fischer công bố khám phá của mình về các biến thể của một hợp chất hữu cơ mới cấu tạo từ hydro và nitơ mang tên hydrazin. Ông đã nghiên cứu những biến thể này để tìm hiểu mối liên hệ của các chất này với hợp chất diazo (các phân tử có 2 nguyên tử nitơ liên kết với nhau ở phía đuôi) bằng cách ghi chép mức độ phản ứng của các biến thể này với các chất khác. Kết quả của các nghiên cứu này là Fischer đã tạo ra một loạt các hợp chất mà trong số đó, một vài sản phẩm vẫn còn là ẩn số cho đến ngày nay.
Trong tất cả các hợp chất được tạo ra từ các thí nghiệm trên, có lẽ hydrazon, một sản phẩm hình thành khi cho aldehit tác dụng với xeton, là quan trọng nhất. Năm 1866, Fischer công bố các hiện tượng quan sát được khi cho hydrazon phản ứng với với axit clohidrit (HCl) hoặc kẽm chloride (ZnCl2) để tạo ra các biến thể của indol, một chất chiếm thành phần lớn trong thuốc nhuộm màu chàm. Đồng thời, các hiện tượng ông ghi chép được cùng là một sự củng cố cho các quan điểm được đề xướng bởi von Baeyer về chủ đề chất nhuộm mày chàm và các hợp chất có liên quan.
Fischer chuyển hướng sang nghiên cứu fuchsine (thời đó gọi là rosaniline) - một chất trong thuốc nhuộm màu hồng cánh sen (magenta). Ông đã hợp tác với người anh em họ của mình là Otto Fischer để nghiên cứu về chủ đề này, và cả hai đã cùng nhau công bố nhiều khám phá vào những năm 1878 vào 1879 chứng minh rằng những thành phần hóa học trong thuốc nhuộm màu hồng cánh sen là một biến thể của chất triphenylmetan.
Sau khi hoàn tất các thí nghiệm về thuốc nhuộm màu, Fischer bắt đầu nghiên cứu các chất có liên quan đễn axit uric. Mặc dù chuyên ngành này vốn đã được vị giáo sư cũ của ông là von Baeyer nghiên cứu chuyên sâu, Fischer vẫn có được nhiều kỳ tích trong việc nghiên cứu purine. Trong hai năm 1881 và 1882, ông cho công bố nhiều nghiên cứu nói về công thức của axit uric, xanthin, cafein (một chất được Fishcher tổng hợp thành công lần đầu tiên trong lịch sử), theobromin và một số hợp chất khác trong nhóm này. Sau khi purine được phân lập, một loạt các biến thể đã được Fischer tổng hợp, và một số chất tạo ra trong quá trình này đã được cấp bằng sáng chế trong trường hợp các chất này được ứng dụng trong việc trị liệu sau này.
Fischer được mọi người đặc biệt biết đến bởi nhiều nghiên cứu liên quan đến các loại đường thực phẩm. Trong số những khám phá ban đầu liên quan đến hydrazine, ông đã nhận thấy rằng chất phenyl hydrazin phản ứng với nhiều loại đường khác nhau để tạo thành các chất mà ông đặt tên là osazon. Fischer quan sát thấy rằng các osazon này có kết tinh cao và có thể sử dụng để xác định cấu trúc của các loại hydrocarbon khác nhau một cách dễ dàng khi so với các biện pháp khác. Trong số những công trình sau đó, Fischer cũng gây được sự chú ý khi tổng hợp hữu cơ D-(+)- glucose (tên một loại đường). Ông cũng là người đã chỉ ra cách thu gọn công thức hóa học của 16 loại đường có cấu trúc đồng phân lập thể khác nhau. Đồng thời, Fischer cũng tổng hợp một số loại đường có cấu trúc khác nhau này và giúp củng cố quy tắc Le Bel–Van 't Hoff của nguyên tử cacbon bất đối.
Trong ngành enzim học, Fischer được biết đến với việc đưa ra giả thuyết về mô hình "ổ khóa - chìa khóa" (còn được gọi là mô hình Fischer) trong cơ chế tiếp nhận cơ chất.
Fischer cũng được biết đến với khám phá ra barbiturat, một nhóm thuốc an thần được sử dụng để gây mê hay chữa trị chứng mất ngủ, động kinh, và lo lắng. Vào năm 1904, cùng với bác sĩ Josef von Mering, Fischer đã giúp đưa ra thị trường loại thuốc an thần mang tên barbital. Sau đó, ông tiếp tục tiên phong trong nghiên cứu về protein. Với các phương pháp mới, Fischer đã thành công trong việc phá vỡ các protein họ albumin phức tạp thành các đơn vị amino acid và các hợp chất nitơ khác. Ngoài ra, bằng cách tập hợp lại các đơn vị protein này, ông đã điều chế được các loại peptide khác nhau có cấu trúc gần như tương đồng với các sản phẩm trong tự nhiên. Những công trình nghiên cứu này của Fischer cùng như một số công trình khác được tiến hành từ năm 1899 đến 1906 đều được gói gọn trong một cuốn sách xuất bản năm 1907 với tiêu đề Untersuchungen über Aminosauren, Polypeptides und Proteine.

## Các giải thưởng, danh hiệu, và di sản

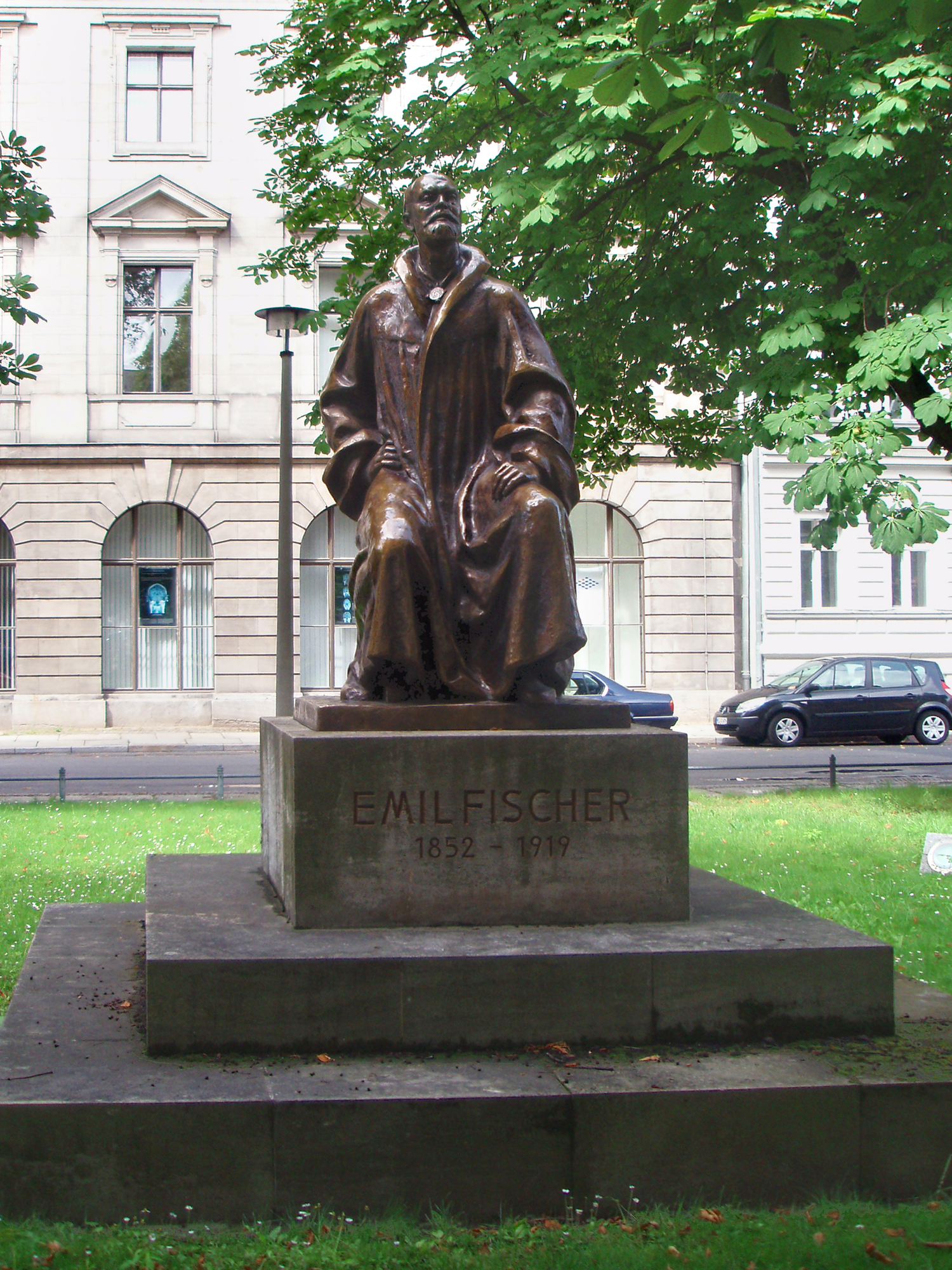
Tượng đài tưởng niệm Emil Fischer tại Berlin

Năm 1897, Fischer là người đề xướng việc thành lập Ủy ban Trọng lượng Nguyên tử và Đa dạng Đồng vị. Ông được chọn để trở thành Thành viên Hội Hoàng gia (ForMemRS) năm 1899. Năm 1902, ông nhận giải Nobel Hóa học nhằm "ghi nhận những đóng góp của ông trong việc nghiên cứu các phản ứng tổng hợp đường và purine."
Để vinh danh Fischer, nhiều phản ứng hóa học và khái niệm đã được đặt theo tên của ông, bao gồm:
- Phản ứng tổng hợp indol Fischer
- Công thức hình chiếu Fischer
- Phản ứng tổng hợp oxazole Fischer
- Phản ứng tổng hợp peptide Fischer
- Phản ứng Fischer tạo osazon từ phenylhydrazin
- Phản ứng ete hóa Fischer - Speier
- Phản ứng glycosyl hóa Fischer

Cần lưu ý rằng, quá trình Fischer - Tropsch được đặt tên theo nhà hóa học Franz Emil Fischer - giám đốc Viện Nghiên cứu Than Max Planck ở Muelheim và không có quan hệ gì với Hermann Emil Fischer.